# サンクチュアリ (立憲民主党のグループ)
サンクチュアリは、立憲民主党のグループ。
新政局懇談会（横路グループ）のメンバーの吸収後は、こちらが旧社会党グループと呼ばれるようになった。かつては「赤松グループ」と言われたが、彼の政界引退を受けて、2021年11月1日から近藤昭一が新会長に就任したため、近藤グループとなった。

## 概説
もともとは旧社会党議員である赤松広隆が第41回総選挙で民主党に同じく合流・出馬したものの落選した社会党議員らのために主宰する民主党内勉強会として発足し、野田佳彦内閣総理大臣の民主党代表任期満了を受けた2012年9月の代表選においてグループとして政策を提言、赤松を代表候補に擁立後は政策グループ化した。「サンクチュアリ」の名称は、「止まり木」「野鳥の聖域（バードサンクチュアリ）」を意味する。原則掛け持ち禁止の党内随一の結束で知られ、最も派閥的と称される。
日本社会党からの左派系・官公労労組の組織内議員を中心として結成され、2012年からは新政局懇談会（横路グループ）に代わって旧社会党系グループとも呼ばれていた。党内ではリベラル色が強いスタンスとされる。また、同じリベラル派である菅グループとは顧問の枝野幸男や過去にも掛け持ちしている議員がいた他、度々合同で会合を行うなど行動を共にする事が多い。

## 歴史

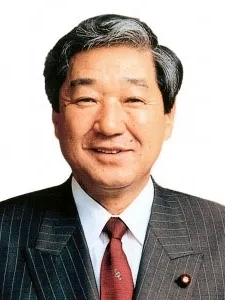
赤松広隆

### 民主党

#### 勉強会時代
民主党に政党移籍したものの、1996年の第41回総選挙に落選した旧社会党議員らのための「止まり木」として組織され、「野鳥の聖域」を意味するバードサンクチュアリから命名されている。民主党が政権を獲得する前から赤松広隆の主宰する勉強会を行う集まりとしては存在していた（近藤昭一のブログでは、2005年10月25日の会合で高野孟を講師に招いたことが紹介されている）。

#### 派閥グループ化
2012年9月の代表選のため、8月27日に原発ゼロの早期確立、TPPへの慎重対応、集団的自衛権の行使容認反対などを内容とする政策提言「私たちが考える『日本の民主主義のために民主党が進むべき道』」を発表し、8月31日の会合で赤松の擁立も視野に海江田万里を本部長とする選対本部の設置を決定した。最終的にグループ代表の赤松自ら出馬したが、再選を目指す野田佳彦が圧勝した。代表選後の内閣改造ではグループからの入閣はなく、党役員人事では輿石東が幹事長に留任、赤松が党副代表に就任した。
12月の第46回衆議院議員総選挙では逢坂誠二、山花郁夫など多くのメンバーが落選したが（選挙前は約40人のメンバーがいたが、選挙後は約20人に減少した）、12月の代表選でグループから海江田が出馬、当選し、主流派となった。国会の役職では、赤松が衆議院副議長に、2013年7月の第23回参議院議員通常選挙後に輿石が参議院副議長に就任した。
2014年12月の第47回衆議院議員総選挙後に行われた2015年1月の代表選では、グループとして長妻昭を支持したが、長妻は1回目の投票で3位に終わった。細野豪志対岡田克也の決選投票では、臨時党大会前夜に赤松と岡田が集団的自衛権や原発再稼働問題について詰めの協議を行ったことを背景に、グループとして岡田の支持に回り、キャスティング・ボートを握って岡田を当選に導いた。このため、代表選後の党役員人事では、枝野幸男が幹事長に留任するなど左派系への配慮がなされた。

### 民進党
2016年3月に民進党が結成され、7月の第24回参議院議員通常選挙後に行われた9月の代表選では、グループとしていち早く蓮舫支持を表明したが、蓮舫が当選すると、代表選後の党役員人事における冷遇や野田元首相の幹事長起用に反発し、非主流派となった。
2017年9月の代表選では、8月2日にグループとして枝野を支持する方針を確認し、8月8日の枝野の出馬表明に際して改めて支持を決定した。選挙戦では、自治労など官公労にパイプを持つ赤松が枝野と一緒に労組を行脚し、幹部へのあいさつ回りをするなどの支援を行ったほか、近藤が枝野陣営の選対事務総長に就任した。枝野は前原誠司に敗れたが、代表選後の党役員人事で代表代行に就任し、赤松も党顧問に就任した。
9月27日午後、前原が民進党を希望の党に事実上合流させる意向であることが報じられると、枝野を招いて緊急会合を開き、第48回衆議院議員総選挙において民進党は公認候補を擁立せず希望の党公認か無所属での出馬となることや、前原は無所属で出馬することが報告され、グループからは驚きや反発の声が相次いだ。
9月28日午前に再び会合を開いて対応を協議した後、赤松は「正直困惑している。僕らは憲法9条改悪反対だ」と述べる一方、「与党と1対1の勝負に持ち込み、政権選択の選挙にすることは否定しない」と述べて一定の理解を示したが、希望の党代表の小池百合子東京都知事は公認条件について「極めてリアルな安全保障政策についてこられるかどうか」を挙げ、民進党内の旧社会党出身者や左派系については「そういう方はそもそも（公認申請に）来られないんじゃないでしょうか」と述べており、グループ内には危機感が広がった。
同日午後に両院議員総会で前原の提案が了承された後、近藤は「サンクチュアリとしては、きのうの夕方と今朝に（会合を）やって『党として一体としてやっていくことが大事だ』という了解はしている」と述べ、同日夜の会合ではグループとしても党の方針に従いメンバー全員とも希望の党に公認申請する方向となった。
しかし、9月29日に小池が左派系の排除を明言したことを受け、メンバーの逢坂が無所属での出馬を表明し、赤松が新党結成に言及した。10月2日に枝野が立憲民主党の結成を表明すると、赤松のほか、グループに所属していた海江田や山花などの元衆議院議員、グループ所属の参議院議員らも合流する見通しと報じられた。

### 旧・立憲民主党
10月の第48回衆議院議員総選挙では、立憲民主党で最高顧問に就任した赤松や副代表に就任した近藤を中心に、日教組・自治労等出身の官公労系議員を多数擁するようになり、約30人が所属する最大規模勢力となった。また、選挙後は残存する参議院の「民進党の左派系議員」に対する影響力や立憲民主党への引き抜きの動きが報じられた。第195回国会では、赤松が衆議院副議長に再登板し、立憲民主党最高顧問を退任した。

### 新・立憲民主党
2018年5月7日の国民民主党結成に参加しなかったメンバーが立憲民主党に合流すると、立憲民主党所属議員ら約30人による勢力となり、他のグループで合宿が相次ぐ夏には合宿を行わず、秋に会合を開くことが報じられた。
2020年の立憲民主党と国民民主党との合流協議では、党名、基本政策、役員人事などで譲歩しないよう枝野に働きかけ、執行部を牽制した。9月の代表選では8月28日にグループから26人分の署名を添えて枝野に支持を伝達した。9月8日の会合では、出席した枝野が「立憲の立ち上げもサンクチュアリの皆さんがいたからこそ、（第48回衆議院議員総選挙で）大躍進が実現できた」と述べたのに対し、赤松が「やはり代表選で『なんとか勝った』では、枝野氏も自信を持って（合流新党を）前に進めることができない。少なくとも149票のうち、3桁に乗る数を取らないと本当の意味で勝ったことにはならない」と述べた。9月10日投開票結果、枝野幸男が107票を獲得し勝利して、新立憲民主党代表に就任した。代表選前後の報道では、規模は党内最大、勢力は35人と報じられた。赤松の学生時代からの親友生方幸夫は北朝鮮による拉致被害者に関する問題発言で千葉県連代表を辞任し衆院選で非公認・無所属前職候補としての出馬を余儀なくされ惨敗。
2021年11月5日、衆院選議席減の責任を取り、代表辞任を表明した枝野幸男が入会し顧問に就任した。また、政界を引退した赤松に代わり近藤昭一が新会長に就任した。勢力は26人。
2021年11月に行われた立憲民主党代表選挙において、グループ内では小川淳也が出馬に意欲的、西村智奈美を推す声も出ていたが、グループ前代表である赤松らが小川と西村に経験不足と反対し、逢坂誠二をグループとして擁立することを決定したが、小川・西村両議員も立候補した。
2024年9月に行われた立憲民主党代表選挙では、顧問を勤める枝野幸男をグループとして支援するが、グループを掛け持ちする議員に配慮し強制はしない、という方針を打ち出した。代表選では野田佳彦が当選したが、告示直前にグループを離脱して野田支持に回った小川が幹事長に起用されたことから、グループは急遽国会内で会合を開催。「けんかを売っているのか」と怒りの声が上がったという。

## 現在の構成
江崎孝（グループ事務局次長、事務局長を歴任）のブログでは、主なメンバーとして、グループ代表の赤松広隆のほか、輿石東、海江田万里、逢坂誠二、山花郁夫の名前が挙げられていた。

### 役員
| 期間            | 会長     | 会長代行   | 筆頭副会長 | 幹事長   | 顧問              |
| --------------- | -------- | ---------- | ---------- | -------- | ----------------- |
| - 2021年        | 赤松広隆 | 海江田万里 |            | 山花郁夫 |                   |
| 2021年 - 2024年 | 近藤昭一 | 逢坂誠二   | 小川淳也   | 小沢雅仁 | 枝野幸男 赤松広隆 |
| 2024年 -        | 〃       | 〃         |            | 〃       | 〃                |

### 所属議員
| 衆議院議員（16名）          | 衆議院議員（16名）           | 衆議院議員（16名）                 | 衆議院議員（16名）                              |
| --------------------------- | ---------------------------- | ---------------------------------- | ----------------------------------------------- |
| 枝野幸男 （11回、埼玉5区）  | 近藤昭一 （10回、愛知3区）   | 阿部知子 （9回、神奈川12区）       | 海江田万里 （9回、東京1区）                     |
| 柚木道義 （7回、岡山4区）   | 逢坂誠二 （6回、北海道8区）  | 山花郁夫 （5回、東京22区）         | 道下大樹 （3回、北海道1区）                     |
| 神谷裕 （3回、北海道10区）  | 石川香織 （3回、北海道11区） | 岡本章子 （3回、宮城1区）          | 荒井優 （2回、北海道3区）                       |
| 大築紅葉 （2回、北海道4区） | 池田真紀 （2回、北海道5区）  | 松田功 （2回、比例東海・愛知16区） | 尾辻かな子 （2回・参院1回、比例近畿・大阪10区） |
| 参議院議員（11名）          |                              |                                    |                                                 |
| 水岡俊一 （4回、比例区）    | 吉川沙織 （4回、比例区）     | 石橋通宏 （3回、比例区）           | 斎藤嘉隆 （3回、愛知県）                        |
| 小沢雅仁 （2回、比例区）    | 勝部賢志 （2回、北海道）     | 岸真紀子 （2回、比例区）           | 田島麻衣子 （2回、愛知県）                      |
| 鬼木誠 （1回、比例区）      | 古賀千景 （1回、比例区）     | 柴慎一 （1回、比例区）             |                                                 |

## 過去の在籍者

### 衆議院議員
- 西村智奈美[注 2]
- 田嶋要[注 11] - グループ離脱後の所属は国のかたち研究会。2017年10月に希望の党に合流。2018年5月に国民民主党に不参加。2020年9月に立憲民主党に入党。入党後、小勝会にも参画。
- 奥野総一郎[注 12] - 2017年10月に希望の党に合流に伴い、グループを離脱。2018年5月に国民民主党に参加。2020年9月に入党。その後は重複所属していた花斉会単独所属となる。
- 岡本充功[注 13] - 2017年10月に希望の党に合流に伴い、グループを離脱。
- 大河原雅子[注 2]
- 小川淳也[注 11] - 2024年9月の代表選の際、枝野幸男を支援するグループの方針に反して野田佳彦を支持するにあたり、けじめをつけるとしてグループを離脱[117]。

### 参議院議員
- 徳永エリ[118][注 12] - 合流新党参加後は新政権研究会設立に参加。

### その他
- 川橋幸子[注 6]、佐藤泰介[注 6]、高嶋良充[注 6]、谷林正昭、千葉景子[注 6]、松岡徹[注 6]、山下八洲夫[注 6] - 勉強会時代に参加した議員であるが、議員グループ化した後は不参加。
- 佐藤観樹[注 6] - 2004年3月5日、衆議院議員を辞職。
- 富岡由紀夫[注 6] - 第22回参議院議員通常選挙落選に伴い、離脱。
- 谷岡郁子[注 12] - 2012年7月24日に民主党離党。
- 小沢鋭仁[注 14] - 2012年11月に民主党除籍。
- 今野東[注 6] - 第46回衆議院議員総選挙出馬に伴い、参議院議員を辞職。
- 桑原豊[注 6]
- 山尾志桜里[注 11]、筒井信隆[注 6] - 第46回衆議院議員総選挙落選後に離脱。
- 藤末健三[注 2]
- 中根康浩 - 2014年4月7日、自誓会設立に参加。2017年9月に希望の党に合流。その後の衆議院選で落選し、2018年5月に国民民主党に不参加。2020年10月の岡崎市長選で当選。
- 田城郁[注 2] - 第24回参議院議員通常選挙落選により離脱。
- 牧野聖修[注 14] - 2016年8月に民進党離党。
- 郡和子[注 6] - 2017年7月に民進党離党。2017年仙台市長選に無所属で出馬し当選。
- 郡司彰[注 6] - 2018年5月に民進党を離党。
- 山内崇 - 元青森県議会議員
- 生方幸夫[注 2]、山内康一、松平浩一 - 第49回衆議院議員総選挙落選後に離脱。
- 堤かなめ[注 15] - 2025年8月に立憲民主党離党。

### その他国政選挙落選・引退者
※は、国政選挙落選者、◆は、政界を引退した者。括弧内は、議員でなくなった時点での議会所属。
- 横路孝弘[注 6]◆（衆・北海道1区）
- 佐々木隆博[注 6]◆（衆・北海道6区）
- 鉢呂吉雄[注 6]◆（参・北海道）
- 岡崎トミ子[注 6]※（参・宮城県）
- 谷博之[注 6]※（参・栃木県）
- 細川律夫※（衆・埼玉3区）
- 田並胤明[注 6]◆（衆・比例北関東）
- 輿石東[注 6]◆（参・山梨県）
- 宮沢由佳[注 16]※（参・山梨県）
- 大出彰[注 6]※（衆・比例南関東）
- 斎藤勁[注 6]※（衆・比例南関東）
- 園田康博[注 2]※（衆・岐阜3区）
- 赤松広隆[注 6]◆（衆・愛知5区）
- 伊藤忠治◆（衆・比例東海）
- 肥田美代子※（衆・大阪10区）
- 山元勉[注 6]◆（衆・比例近畿）
- 武内則男[注 6]※（衆・比例四国）
- 松本龍[注 6]※（衆・福岡1区）
- 松野信夫[注 2]※（参・熊本県）
- 横光克彦[注 6]※（衆・比例九州）
- 内藤正光[注 6]◆（参・比例区）
- 轟木利治※（参、比例区）
- 津田弥太郎[注 6]◆（参・比例区）
- 相原久美子[注 6]◆（参・比例区）
- 神本美恵子[注 6]◆（参・比例区）
- 江崎孝[注 17]◆（参・比例区）
- 白眞勲[注 2]※（参・比例区）
- 那谷屋正義[注 6]◆（参・比例区）
- 難波奨二◆（参・比例区）
- 森屋隆※（参・比例区）

## 政治資金収支報告書の記載
新政治文化フォーラム
2024年3月27日付で政治資金団体としては解散。
| 年                  | 本年収入額  | 寄附者の氏名 | 備考    |
| ------------------- | ----------- | --- | ------- |
| 2000年 （平成12年） | 305万0000円 | 赤松広隆・伊藤忠治・牧野聖修・山花郁夫・海江田万里・桑原豊・生方幸夫・肥田美代子・山元勉・田並胤明・小沢鋭仁・輿石東・谷林正昭・佐藤泰介・千葉景子・川橋幸子・高嶋良充 | [ 121 ] |
| 2001年 （平成13年） | 332万0000円 | 赤松広隆・伊藤忠治・牧野聖修・山花郁夫・海江田万里・桑原豊・生方幸夫・肥田美代子・山元勉・田並胤明・小沢鋭仁・輿石東・谷林正昭・佐藤泰介・千葉景子・川橋幸子・ 大出彰・佐藤観樹・筒井信隆 | [ 122 ] |
| 2002年 （平成14年） | 360万0000円 | 赤松広隆・伊藤忠治・牧野聖修・山花郁夫・海江田万里・桑原豊・生方幸夫・肥田美代子・山元勉・田並胤明・小沢鋭仁・輿石東・谷林正昭・佐藤泰介・千葉景子・川橋幸子・ 大出彰・佐藤観樹・筒井信隆・細川律夫・山下八洲夫                                                                                                   | [ 123 ] |
| 2005年 （平成17年） | 248万0000円 | 赤松広隆・近藤昭一・伊藤忠治・牧野聖修・山花郁夫・海江田万里・生方幸夫・小沢鋭仁・佐藤泰介・千葉景子・大出彰・筒井信隆・細川律夫・山下八洲夫・園田康博 | [ 124 ] |
| 2006年 （平成18年） | 240万0000円 | 赤松広隆・近藤昭一・小沢鋭仁・佐藤泰介・千葉景子・筒井信隆・細川律夫・山下八洲夫・園田康博・輿石東・小川淳也・佐々木隆博・田嶋要・松岡徹・水岡俊一 | [ 125 ] |
| 2007年 （平成19年） | 316万5000円 | 赤松広隆・近藤昭一・小沢鋭仁・佐藤泰介・千葉景子・筒井信隆・細川律夫・山下八洲夫・園田康博・輿石東・小川淳也・佐々木隆博・田嶋要・松岡徹・水岡俊一・ 逢坂誠二・岡本充功・神本美恵子・内藤正光・西村智奈美・横光克彦                                                                                               | [ 126 ] |
| 2008年 （平成20年） | 413万5000円 | 赤松広隆・近藤昭一・小沢鋭仁・佐藤泰介・千葉景子・筒井信隆・細川律夫・山下八洲夫・園田康博・輿石東・小川淳也・佐々木隆博・田嶋要・松岡徹・水岡俊一・ 逢坂誠二・岡本充功・神本美恵子・内藤正光・西村智奈美・横光克彦・相原久美子・今野東・武内則男・谷岡郁子・轟木利治・富岡由紀夫・那谷屋正義・松野信夫・吉川沙織 | [ 127 ] |
| 2009年 （平成21年） | 329万0000円 | 赤松広隆・近藤昭一・小沢鋭仁・千葉景子・山下八洲夫・輿石東・佐々木隆博・田嶋要・松岡徹・水岡俊一・神本美恵子・西村智奈美・横光克彦・今野東・轟木利治・那谷屋正義・松野信夫 | [ 128 ] |
| 2010年 （平成22年） | 304万0000円 | 赤松広隆・近藤昭一・輿石東・佐々木隆博・田嶋要・水岡俊一・神本美恵子・西村智奈美・横光克彦・今野東・轟木利治・那谷屋正義・松野信夫・吉川沙織・中根康浩 | [ 129 ] |
| 2011年 （平成23年） | 304万0000円 | 赤松広隆・近藤昭一・輿石東・佐々木隆博・水岡俊一・神本美恵子・西村智奈美・横光克彦・今野東・轟木利治・那谷屋正義・松野信夫・吉川沙織・江崎孝・奥野総一郎 | [ 130 ] |
| 2012年 （平成24年） | 286万0000円 | 赤松広隆・近藤昭一・輿石東・水岡俊一・神本美恵子・轟木利治・那谷屋正義・吉川沙織・中根康浩・江崎孝・難波奨二 | [ 131 ] |
| 2013年 （平成25年） | 300万0000円 | 赤松広隆・近藤昭一・輿石東・水岡俊一・神本美恵子・那谷屋正義・吉川沙織・中根康浩・江崎孝 | [ 132 ] |
| 2014年 （平成26年） | 288万0000円 | 赤松広隆・近藤昭一・輿石東・水岡俊一・神本美恵子・那谷屋正義・吉川沙織・江崎孝 | [ 133 ] |
| 2015年 （平成27年） | 280万0000円 | 赤松広隆・近藤昭一・輿石東・水岡俊一・神本美恵子・那谷屋正義・吉川沙織・江崎孝 | [ 134 ] |
| 2016年 （平成28年） | 556万0000円 | 赤松広隆・近藤昭一・神本美恵子・那谷屋正義・吉川沙織・江崎孝 | [ 135 ] |
| 2017年 （平成29年） | 244万0000円 | 赤松広隆・近藤昭一・神本美恵子・那谷屋正義・吉川沙織・江崎孝 | [ 136 ] |
| 2018年 （平成30年） | 244万0000円 | 赤松広隆・近藤昭一・神本美恵子・那谷屋正義・吉川沙織・江崎孝 | [ 137 ] |
| 2019年 （令和元年） | 226万0000円 | 近藤昭一・那谷屋正義・吉川沙織・江崎孝 | [ 138 ] |
| 2020年 （令和2年）  | 344万4000円 | 赤松広隆・近藤昭一・那谷屋正義・吉川沙織・江崎孝・水岡俊一 | [ 139 ] |
| 2021年 （令和3年）  | 524万0000円 | 赤松広隆・近藤昭一・江崎孝・吉川沙織・那谷屋正義・水岡俊一 | [ 140 ] |
| 2022年 （令和4年）  | 489万0000円 | 江崎孝・那谷屋正義・近藤昭一・水岡俊一・吉川沙織・鬼木誠・古賀千景 | [ 141 ] |
| 2023年 （令和5年）  | 489万0000円 | | [ 142 ] |
| 2024年 （令和6年）  | 56万0000円  | | [ 120 ] |